# Rozsudek (film)
Rozsudek (v anglickém originále The Verdict) je americký dramatický film z roku 1982. Režisérem filmu je Sidney Lumet. Hlavní role ve filmu ztvárnili Paul Newman, Charlotte Rampling, Jack Warden, James Mason a Milo O’Shea.

## Ocenění
Paul Newman a James Mason byli za své role v tomto filmu nominováni na Oscara a Zlatý glóbus. Film byl dále nominován na tři Oscary (kategorie nejlepší film, režie a scénář) a tři Zlaté glóby (kategorie nejlepší film-drama, režie a scénář).

## Obsazení
| Paul Newman        | Frank Galvin     |
| Charlotte Rampling | Laura Fischer    |
| Jack Warden        | Mickey Morrissey |
| James Mason        | Ed Concannon     |
| Milo O’Shea        | soudce Hoyle     |
| Lindsay Crouse     | Kaitlin Costello |
| Edward Binns       | Brophy           |
| Julie Bovasso      | Maureen Rooney   |
| Bruce Willis       |                  |
| Tobin Bell         |                  |